# Liste der Monuments historiques in Herbeuville
Die Liste der Monuments historiques in Herbeuville führt die Monuments historiques in der französischen Gemeinde Herbeuville auf.

## Liste der Objekte
| Bezeichnung              | Beschreibung                                       | Standort                      | Kennzeichnung | Schutzstatus | Datum | Bild |
| ------------------------ | -------------------------------------------------- | ----------------------------- | ------------- | ------------ | ----- | ---- |
| Skulptur Heilige Barbara | Kalkstein, ehemals farbig gefasst, 16. Jahrhundert | in der Kirche St-Vanne (Lage) | PM55001909    | Inscrit      | 1985  |      |